# Guayadeque
El barranc de Guayadeque es troba a l'illa de Gran Canària. Separació natural dels municipis d'Ingenio i Agüimes, és un dels barrancs més grans de l'arxipèlag. Destaca per les restes arqueològiques guanxes i pels seus valuosos exemples de flora i fauna.